# Штраф (кримінальне покарання)
Штраф — це найбільш м'який вид кримінального покарання. Це грошове стягнення, яке полягає у стягненні із засудженого в дохід держави певної суми грошей. Штраф застосовується і як основне, і як додаткове покарання.

## Розмір
Розмір штрафу визначається судом залежно від тяжкості вчиненого кримінального правопорушення та з урахуванням майнового стану винного та може складати від тридцяти до п'ятдесяти тисяч неоподатковуваних мінімумів доходів громадян (тобто від 510 до 850 000 гривень). У виключних випадках можливий вищий розмір штрафу, якщо це спеціально передбачено Особливою частиною КК України. Врахування майнового стану є поняттям оціночним, оскільки спеціально КК України це не передбачено. Для неповнолітніх максимальний розмір штрафу — п'ятсот неоподатковуваних мінімумів доходів громадян, і застосовується він лише в разі, коли неповнолітній має власні кошти чи заробіток. Крім того, за злочини, за які передбачається покарання у виді штрафу понад три тисячі неоподатковуваних мінімумів доходів громадян (понад 51 000 гривню) неповнолітньому може бути призначено покарання у виді громадських або виправних робіт.
За вчинення злочину, за який передбачено штраф понад три тисячі неоподатковуваних мінімумів доходів громадян (понад 51 000 гривню), розмір штрафу, що призначається судом, не може бути меншим за майнову шкоду, завдану злочином.

### Історія
- Вира — за «Руською правдою» помста зі сторони родичів убитого могла бути замінена сплатою 40 гривен. За вбивство ж представника княжої адміністрації потрібно було сплатити подвійну виру (80 гривен).
- Душегубина — штраф за вчинене вбивство, введений у 16–17 ст. на Буковині та в Молдові. Сягав до 300 талерів срібних (1627)[1].
- Нав'язка — грошовий штраф, визначений Литовським статутом 1588 (розділ 12, артикул 3) за завдані пошкодження або образу, розмір якого встановлювався в суді.

## Умови застосування
Як основне покарання штраф може застосовуватися в разі, якщо його передбачено в санкції статті (частини статті) Кримінального кодексу, а також у разі, коли його застосовують при призначенні більш м'якого покарання, ніж передбачено законом (наприклад, за наявності кількох пом'якшуючих обставин).
Як додаткове покарання штраф може бути призначений тоді, коли його спеціально передбачено в санкції статті (санкції частини статті) Особливої частини КК України і в разі звільнення особи від відбування основного покарання з випробуванням.
Спеціальні випадки
1. З урахуванням майнового стану особи суд може призначити штраф з розстрочкою виплати певними частинами протягом терміну до одного року.
2. У разі неможливості сплати штрафу (і відсутності підстав для розстрочки) не більше 51 000 гривні суд може замінити несплачену суму покаранням у виді:
  - громадських робіт із розрахунку: одна година громадських робіт за один неоподатковуваний мінімум доходів громадян;
  - виправних робіт із розрахунку: один місяць виправних робіт за двадцять неоподатковуваних мінімумів доходів громадян, але на строк не більше двох років.
3. У разі неможливості сплати штрафу (і відсутності підстав для розстрочки) понад 51 000 гривню суд може замінити несплачену суму покаранням у виді позбавлення волі на строк:
  - від одного до п'яти років — за нетяжкий злочин;
  - від п'яти до десяти років — за тяжкий злочин;
  - від десяти до дванадцяти років — за особливо тяжкий злочин.
  - максимальний, передбачений для злочину відповідної тяжкості (тобто за нетяжкий злочин — п'ять років, тяжкий — десять років, особливо тяжкий — дванадцять років).

## Порядок виконання
Після набрання вироком суду законної сили засуджений у місячний строк (крім випадків призначення штрафу з розстрочкою) зобов'язаний сплатити штраф та повідомити про це кримінально-виконавчій інспекції за місцем проживання, представивши відповідний документ. У разі несплати штрафу протягом цього терміну (а так само при виникненні прострочення більш як на місяць у разі призначення штрафу з розстрочкою) суд за поданням кримінально-виконавчої інспекції розглядає питання про заміну несплаченої суми штрафу покаранням у виді громадських, виправних робіт або позбавлення волі.
Також ухилення від сплати штрафу є злочином відповідно до статті 389 КК України.